# Solec-Zdrój
Solec-Zdrój est une localité polonaise, siège de la gmina de Solec-Zdrój, située dans le powiat de Busko en voïvodie de Sainte-Croix.